# Fabio Gatti
Pour les articles homonymes, voir Gatti.
Fabio Gatti est un footballeur italien né le 4 janvier 1982 à Pérouse en Italie. Il évolue au poste de milieu de terrain.

## Palmarès
- Associazione Calcio Pérouse
  - Coupe Intertoto
    - Vainqueur : 2003.